# Eunidia holorufa
Eunidia holorufa là một loài bọ cánh cứng trong họ Cerambycidae.